# Newtype
Newtype (ニュータイプ Nyūtaipu) là một ấn phẩm tạp chí hàng tháng nổi tiếng có xuất xứ từ Nhật Bản, đăng tải thông tin về anime và manga (và đôi khi là tokusatsu, khoa học viễn tưởng Nhật Bản và trò chơi điện tử). Nó được Kadokawa Shoten ấn hành lần đầu vào ngày 8 tháng 3 năm 1985 với số tháng 4, và phát hành đều đặn vào ngày thứ mười của mỗi tháng tại quốc gia này. Có một phiên bản viết bằng tiếng Anh gọi là Newtype USA; và một phiên bản khác của Newtype cũng được xuất bản ở Hàn Quốc. Các ấn bản spin-off của Newtype cũng tồn tại ở Nhật Bản, như Newtype Hero/Newtype the Live (dành riêng cho tokusatsu) và NewWORDS (hướng tới đối tượng độc giả là người đã trưởng thành), cũng như một số phiên bản phát hành hạn chế (như CLAMP Newtype).
Tên của tạp chí này bắt nguồn từ cụm "Newtype" trong dòng thời gian Universal Century của sê-ri Gundam, đặc biệt là Mobile Suit Gundam (1979) và phần tiếp theo Mobile Suit Zeta Gundam (1985). Tạp chí Newtype được in lần đầu một tuần sau khi Zeta Gundam bắt đầu chiếu vào ngày 2 tháng 3 năm 1985.
Phiên bản phát hành ở Bắc Mỹ của tạp chí này đã ngừng xuất bản sau khi số tháng 2 năm 2008 của nó ra mắt.